# Nicolaus minor
Nicolaus minor är en insektsart som beskrevs av Stiller 1998. Nicolaus minor ingår i släktet Nicolaus och familjen dvärgstritar. Inga underarter finns listade i Catalogue of Life.